# Cymophorus margaritiferus
Cymophorus margaritiferus är en skalbaggsart som beskrevs av Karl Henrik Boheman 1857. Cymophorus margaritiferus ingår i släktet Cymophorus och familjen Cetoniidae. Inga underarter finns listade i Catalogue of Life.